# Opacibidion sulcicorne
Opacibidion sulcicorne là một loài bọ cánh cứng trong họ Cerambycidae.